# Хаменгкубувоно IV
Хаменгкубувоно IV, Хаменгкубувана IV, (индон. Hamengkubuwono IV, Hamengkubuwana IV) — четвёртый султан Джокьякарты. Имя при рождении — Раден Мас Ибну Ярот (индон. Raden Mas Ibnu Jarot). Сын султана Хаменгкубувоно III. Правил с 1814 по 1823 год. Скончался при невыясненных до конца обстоятельствах; есть версия, что он был отравлен. Престол унаследовал его сын, принявший имя Хаменгкубувоно V.